# Al Mansfeld
Alfred (Al) Mansfeld (en hebreo: אלפרד (אל) מנספלד‎); (San Petersburgo, Rusia, 2 de marzo de 1912 - Haifa, Israel, 15 de marzo de 2004) fue un arquitecto israelí galardonado con el Premio Israel de Arquitectura en 1966,

## Biografía

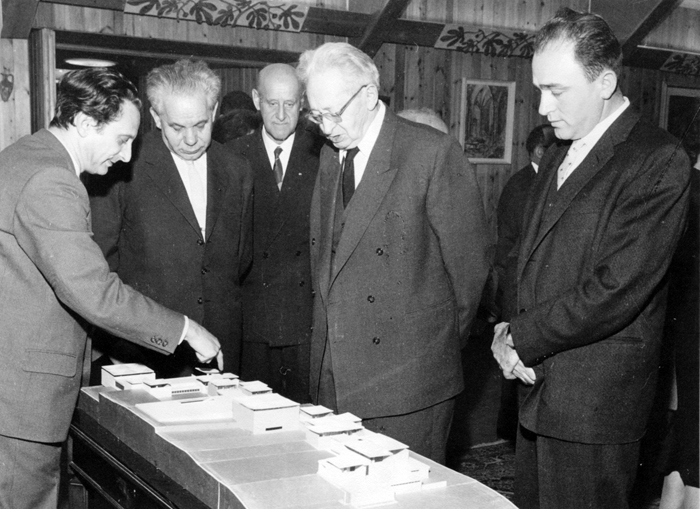
Alfred Mansfeld presenta el modelo del Museo de Israel a Yitzhak Ben-Zvi y Mordechai Ish-Shalom

Mansfeld nació en San Petersburgo, Rusia en 1912. Siendo aún un niño, se mudó con su familia a Berlín, Alemania. Comenzó a estudiar arquitectura en 1931 en la Technische Hochschule Berlin (Universidad Técnica de Berlín) pero, con el ascenso de los nazis al poder, se trasladó en 1933 a París, Francia, donde completó sus estudios en 1935 en la École Spéciale d'Architecture, como alumno del arquitecto Auguste Perret, pionero de la construcción en hormigón.
Después de recibir su licenciatura en 1935, se fue de vacaciones de verano a Tel Aviv, donde sus padres y su hermano menor ya estaban instalados. Trabajó en Yarid Hamizrach y fue persuadido por el arquitecto Aryeh Elhanani, para emigrar a Israel y ayudar a construir el país. Ese mismo año, realizó la aliyá a Eretz Israel.
En 1936, después de ganar un concurso nacional para la planificación de una plaza central en Netanya, se mudó a Haifa y trabajó en asociación durante veinte años con Munio Gitai-Weinreuev. En 1959, después de que su propuesta conjunta con Dora Gad ganara un concurso para diseñar el Museo de Israel en Jerusalén, abrió su propia oficina y trabajó estrechamente con los arquitectos Danny Havkin, Haim Kehat, Mickey Mansfeld (su hijo) y Yehudit Mansfeld. 
Mansfield fue el socio principal de la firma Mansfeld-Kehat Arquitectos en Haifa, que fundó en 1935. Mansfeld dirigió la firma hasta que alcanzó la edad de 80 años, y tras su retiro sus socios tomaron las riendas: su hijo Mickey Mansfeld y Haim Kehat.
En 1949, Mansfied se unió a la facultad del Technion – Instituto de Tecnología de Israel, donde enseñó durante más de cuarenta años y fue Decano de la Facultad de Arquitectura de 1954 a 1956.
Mansfeld es conocido como uno de los maestros más influyentes de generaciones de arquitectos en Israel. Ha dado conferencias en universidades de todo el mundo sobre su trabajo e investigación (siendo los más conocidos sus estudios sobre estructuralismo). De sus viajes alrededor del mundo, dejó muchos cuadernos, incluyendo dibujos a pluma y miles de fotografías. Mansfeld fue aceptado como miembro de la Academia Alemana de Bellas Artes de Berlín y de la Academia Francesa de Arquitectura en París, y fue miembro activo de la Unión Internacional de Arquitectos. 
Murió el 15 de marzo de 2004, en su casa, diseñada por él mismo, en el centro de Carmel, Haifa.

## Proyectos seleccionados
- Interiorismo del Museo de Israel, junto a Dora Gad (1965);[1][2]
- Diseño interior, junto con la arquitecta Dora Gad, de los cinco barcos de Zim, la mayor compañía naviera de Israel (1955-1975);
- Haifa Auditorium;[1][2]
- Museo Tikotin de Arte Japonés, Haifa;[1][2]
- Edificio Zim, Haifa;[1][3]
- Barrio de Stella Maris en Haifa;[1]
- Museo Wilfrid Israel en el Kibutz HaZore'a ;
- Plan maestro y primeros edificios del hospital de Nahariya;
- Edificio Mazer (ahora el Edificio Feldman) en el campus Givat Ram de la Universidad Hebrea de Jerusalén;
- Edificios en Yad Vashem, Jerusalén.

## Premios y distinciones
- En 1966, ganó el Premio Israel de Arquitectura, junto con Dora Gad,[4] con quien había diseñado el interior del Museo de Israel.
- En 1969, recibió la "Plaquette de Oro" para Arquitectos Extranjeros de la Asociación de Arquitectos Alemanes (BDA - Bund Deutscher Architekten).[2]
- En 1971, fue elegido miembro de la Academia de Berlín.[2]
- En 1976, fue galardonado con el Premio Rechter, por la planificación del barrio Stella Maris en Haifa.
- En 1983, fue elegido miembro honorario de la Academia de París.[2]
- En 2001 recibió una mención de honor del Colegio de Arquitectos.[2]